# Asterobemisia takahashii
Asterobemisia takahashii là một loài côn trùng cánh nửa trong họ Aleyrodidae, phân họ Aleyrodinae.
Asterobemisia takahashii được Danzig miêu tả khoa học đầu tiên năm 1966.